# David Lorija
David Lorija (kazakiska: Давид Лория, David Lorija; georgiska: დავით ლორია, Davit Loria), född 31 oktober 1981 i Tselinograd, är en kazakisk fotbollsmålvakt med georgiskt påbrå. Han spelar för klubben FC Irtysh Pavlodar och det kazakstanska landslaget
Lorija debuterade redan som 15-åring i den kazakstanska högstaligan, för klubben FK Astana. Han gjorde landslagsdebut 2002, som 18-åring, och har representerat Kazakstan i kvalen till VM 2002, VM 2006 och EM 2008. Han har blivit kazakstansk mästare 2000, 2001 och 2006.
När Halmstads BK:s målvakt Magnus Bahne skadade sig plötsligt mitt i säsongen 2007, hoppade David Lorija in som målvakt för den allsvenska klubben. David spelade i Halmstads BK sammanlagt 7 allsvenska matcher. När kontraktet tog slut i december 2007 flyttade han tillbaka till sin tidigare klubb Sjachter. 2009 gick han till den ryska klubben PFC Spartak Naltjik, men lånades den säsongen ut till Lokomotiv Astana. Därefter spelade han två säsonger i Irtysj Pavlodar innan han gick till turkiska Çaykur Rizespor som spelar i landets förstaliga.